# Kiernan Dewsbury-Hall
Kiernan Dewsbury-Hall (Shepshed, Inglaterra, 6 de septiembre de 1998) es un futbolista británico que juega en la demarcación de centrocampista para el Everton F. C. de la Premier League.

## Trayectoria
Empezó a formarse como futbolista en la cantera del Leicester City F. C. Después de once temporadas en las categorías inferiores del club, finalmente debutó con el primer equipo el 25 de enero de 2020 en un encuentro de la FA Cup contra el Brentford F. C., partido que finalizó con un marcador de 0-1 tras el gol de Kelechi Iheanacho. Tras un breve paso en calidad de cedido al Blackpool F. C. y al Luton Town F. C., en 2021 volvió al Leicester, debutando en la Premier League el 28 de agosto de 2021 contra el Norwich City F. C.
El 2 de julio de 2024, el Chelsea F. C. anunció a través de sus redes sociales su contratación tras temporada contribuyendo al retorno del Leicester a la Premier League. En su primer año, y único, en el conjunto londinense participó en 36 partidos y ayudó al club a ganar la Liga Conferencia de la UEFA y la Copa Mundial de Clubes de la FIFA. Se marchó traspasado en agosto de 2025 al Everton F. C. y firmó un contrato hasta junio de 2030.

## Estadísticas

### Clubes
Actualizado al último partido disputado el 13 de julio de 2025.
| Club                      | País       | Año       | Partidos | Goles |
| ------------------------- | ---------- | --------- | -------- | ----- |
| Leicester City F. C.      | Inglaterra | 2020      | 1        | 0     |
| Blackpool F. C. (cedido)  | Inglaterra | 2020      | 10       | 4     |
| Leicester City F. C.      | Inglaterra | 2020      | 1        | 0     |
| Luton Town F. C. (cedido) | Inglaterra | 2020-2021 | 40       | 3     |
| Leicester City F. C.      | Inglaterra | 2021-2024 | 127      | 17    |
| Chelsea F. C.             | Inglaterra | 2024-2025 | 36       | 5     |
| Everton F. C.             | Inglaterra | 2025-     |          |       |

## Palmarés

### Campeonatos nacionales
| Título           | Club                 | País       | Año  |
| ---------------- | -------------------- | ---------- | ---- |
| Community Shield | Leicester City F. C. | Inglaterra | 2021 |
| EFL Championship | Leicester City F. C. | Inglaterra | 2024 |

### Campeonatos internacionales
| Título                            | Equipo        | Sede           | Año  |
| --------------------------------- | ------------- | -------------- | ---- |
| Liga Conferencia de la UEFA       | Chelsea F. C. | Breslavia      | 2025 |
| Copa Mundial de Clubes de la FIFA | Chelsea F. C. | Estados Unidos | 2025 |